# بنو شبريط
بنو شبريط ، يُطلق عليهم كذلك بنو الطويل ، هي عائلة مولدية إسبانية برزت في الأندلس بين القرنين الثامن والعاشر الميلادي. 

## أصول العائلة
تعود أصول العائلة إلى أصول مسيحية أيبيرية من السكان الأصليين للجزيرة، اعتنقوا الإسلام بعد وقت قصير من الفتح الإسلامي. اسمه ش...ح ، حسب العذري.

## حكمها للثغر الأعلى

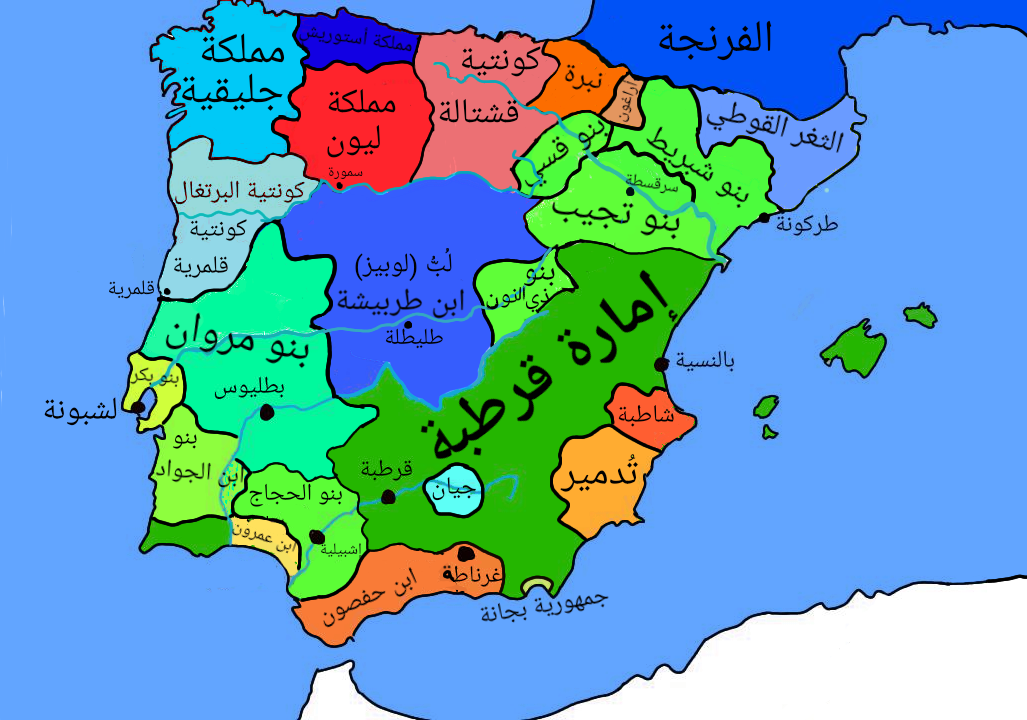
بنو شبريط في أقصى اتساع لهم سنة 912 ميلادية

أول عضو بارز في الأسرة ذكره العذري هو شبريط، دخل غمار السياسة حوالي 800 ميلادية. بحلول ذلك الوقت كانوا من أكثر العائلات نفوذا في الثغر الأعلى . كان مقر قوة بني شبريط في وشقة وكانت بربشتر أيضًا تحت سيطرتهم. رغم بقائهم على ولاء أمراء قرطبة الأمويين ، بحلول القرن العاشر، إلا أنهم أنهم كانوا هم الحكام الفعليين (حكم ذاتي) لمنطقة ممتدة بين الإمارة الأموية والدولة الكارولنجية . ونتيجة لذلك، فقد سعوا في بعض الأحيان إلى إقامة تحالفات مع بنمبلونة والكونتيات المسيحية في جبال البرانس . كما سموا بأسماء غير عربية، مثل فرتون. وكان أبرز أفراد الأسرة محمد الطويل ، ولقبه بذلك لطول قامته.